# A Woman's Fool
A Woman's Fool (Brasil: Nas Malhas de Cupido ) é um filme norte-americano de 1918, do gênero faroeste, dirigido por John Ford e estrelado por Harry Carey. O filme é considerado perdido.

## Elenco
- Harry Carey ... Lin McLean
- Betty Schade ... Katie Lusk
- Molly Malone ... Jessamine Buckner (como Mollie Malone)
- Millard K. Wilson
- Ed Jones ... 'Honey' Wiggin
- Vester Pegg ... Tommy Lusk
- William A. Carroll ... Lusk
- Roy Clark ... Billy
- Sam De Grasse ... papel indeterminado